# RCD Espanyol
Reial Club Deportiu Espanyol de Barcelona, S. A. D. (phát âm tiếng Catalunya: [rəˈjal ˈklub dəpuɾˈtiw əspəˈɲɔl də βəɾsəˈlonə], tiếng Tây Ban Nha: Real Club Deportivo Espanyol de Barcelona, "Câu lạc bộ thể thao Hoàng gia Tây Ban Nha tại Barcelona"), hay đơn giản là RCD Espanyol, là một câu lạc bộ bóng đá ở thành phố Barcelona, Cataluya, Tây Ban Nha.

## Sân vận động
Từ năm 1923 đến năm 1997, Espanyol thi đấu các trận đấu trên sân nhà của đội tại Sân vận động Sarrià thuộc quận Sarrià-Sant Gervasi của Barcelona. Năm 1997, đội chuyển đến Sân vận động Olympic Lluís Companys ở Montjuïc. Từ đầu mùa giải 2009–10, Espanyol chuyển đến Sân vận động RCDE (còn được gọi là Sân vận động Cornellà-El Prat) giữa Cornellà de Llobregat và El Prat de Llobregat.

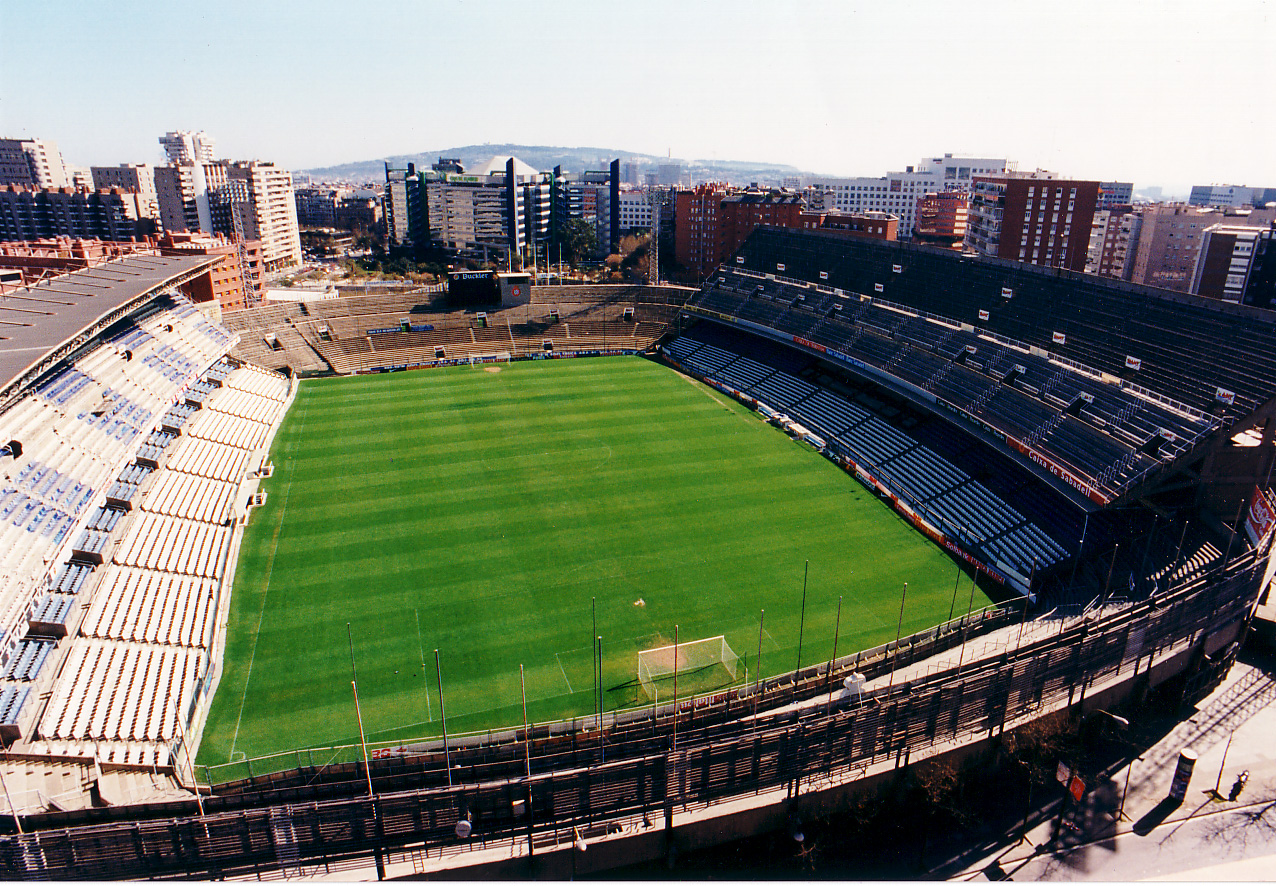
Sân vận động Sarrià
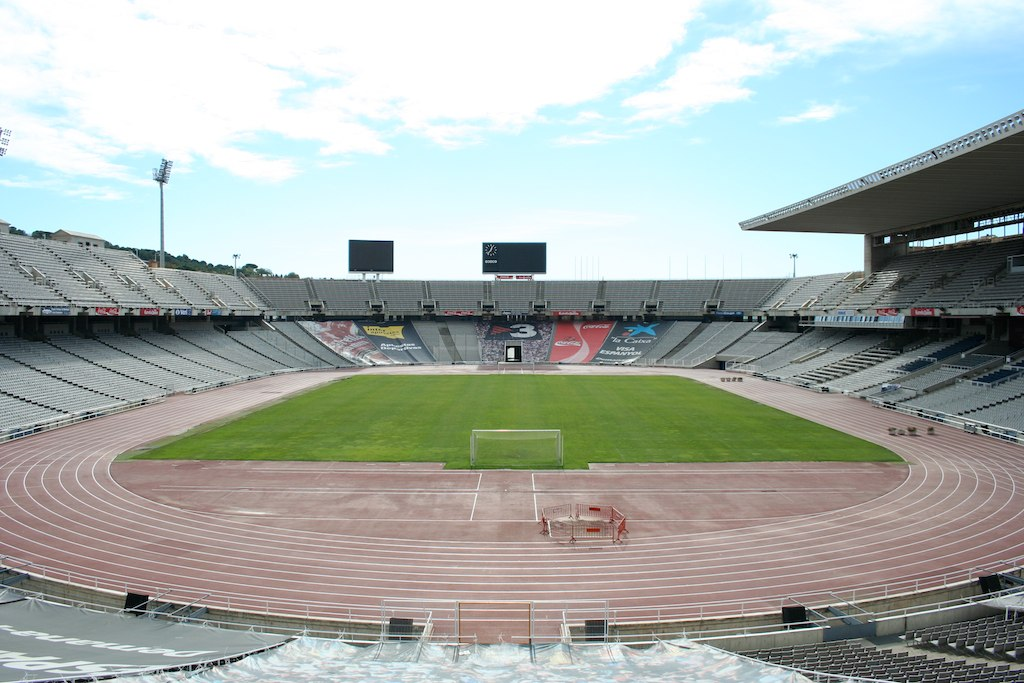
Sân vận động Olympic Lluís Companys
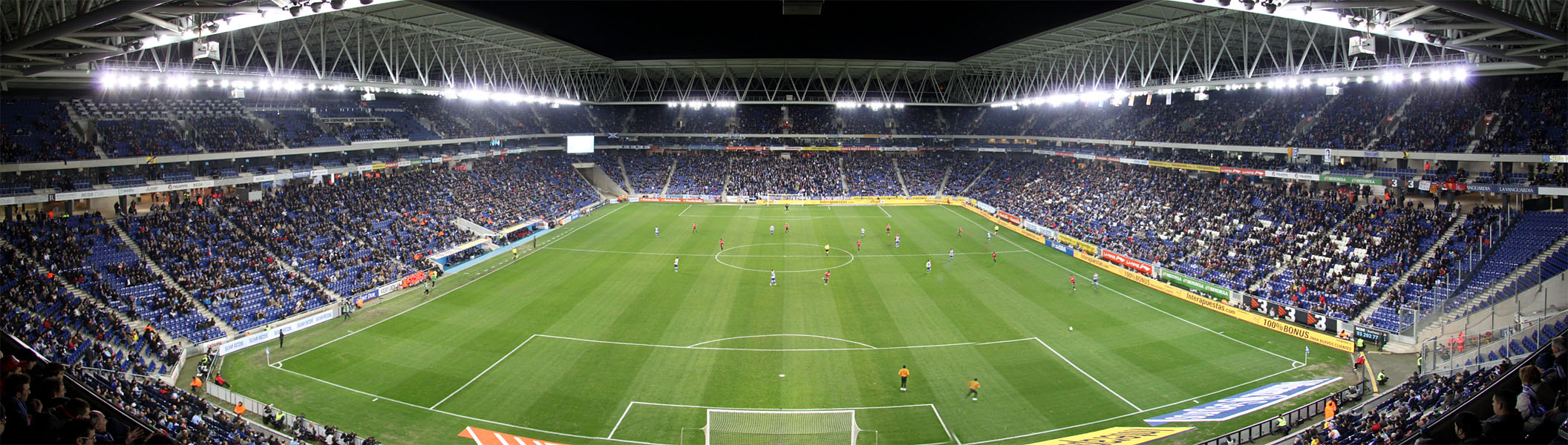
Sân vận động RCDE

## Danh hiệu
- Copa del Rey

Vô địch (4): 1929,1940,2000,2006
- Segunda División

Vô địch (1): 1993-94,2020-21

## Cầu thủ

### Đội hình hiện tại
Tính đến ngày 2/9/2024.
Ghi chú: Quốc kỳ chỉ đội tuyển quốc gia được xác định rõ trong điều lệ tư cách FIFA. Các cầu thủ có thể giữ hơn một quốc tịch ngoài FIFA.
| Số | VT | Quốc gia    | Cầu thủ                                 |
| -- | -- | ----------- | --------------------------------------- |
| 1  | TM | Tây Ban Nha | Joan García                             |
| 3  | HV | Tây Ban Nha | Sergi Gómez (đội trưởng)                |
| 4  | HV | Albania     | Marash Kumbulla (mượn từ AS Roma)       |
| 5  | HV | Tây Ban Nha | Fernando Calero                         |
| 6  | HV | Uruguay     | Leandro Cabrera (đội phó thứ 2)         |
| 7  | TĐ | Tây Ban Nha | Javi Puado (đội phó)                    |
| 8  | TV | Tây Ban Nha | Edu Expósito                            |
| 9  | TĐ | Argentina   | Alejo Véliz (mượn từ Tottenham Hotspur) |
| 10 | TV | Tây Ban Nha | Pol Lozano (đội phó thứ 3)              |
| 11 | TĐ | Tây Ban Nha | Pere Milla                              |
| 12 | HV | Tây Ban Nha | Álvaro Tejero                           |
| 13 | TM | Tây Ban Nha | Fernando Pacheco                        |
| 14 | HV | Tây Ban Nha | Brian Oliván                            |

| Số | VT | Quốc gia     | Cầu thủ                            |
| -- | -- | ------------ | ---------------------------------- |
| 15 | TV | Tây Ban Nha  | José Gragera                       |
| 16 | TĐ | Maroc        | Walid Cheddira (mượn từ Napoli)    |
| 17 | TĐ | Tây Ban Nha  | Jofre Carreras                     |
| 18 | TV | Tây Ban Nha  | Álvaro Aguado                      |
| 19 | TV | Tây Ban Nha  | Salvi Sánchez                      |
| 20 | TV | Cộng hòa Séc | Alex Král (mượn từ Union Berlin)   |
| 22 | HV | Tây Ban Nha  | Carlos Romero (mượn từ Villarreal) |
| 23 | HV | Maroc        | Omar El Hilali                     |
| 24 | TĐ | Pháp         | Irvin Cardona (mượn từ Augsburg)   |
| 31 | TV | Tây Ban Nha  | Antoniu Roca                       |
| 33 | TM | Tây Ban Nha  | Ángel Fortuño                      |
| 37 | TĐ | Thổ Nhĩ Kỳ   | Naci Ünüvar (mượn từ Ajax)         |

### Đội dự bị
Ghi chú: Quốc kỳ chỉ đội tuyển quốc gia được xác định rõ trong điều lệ tư cách FIFA. Các cầu thủ có thể giữ hơn một quốc tịch ngoài FIFA.
| Số | VT | Quốc gia    | Cầu thủ     |
| -- | -- | ----------- | ----------- |
| 32 | TĐ | Maroc       | Omar Sadik  |
| 35 | TV | Tây Ban Nha | Rafel Bauzà |

### Cho mượn
Ghi chú: Quốc kỳ chỉ đội tuyển quốc gia được xác định rõ trong điều lệ tư cách FIFA. Các cầu thủ có thể giữ hơn một quốc tịch ngoài FIFA.
| Số | VT | Quốc gia    | Cầu thủ                                   |
| -- | -- | ----------- | ----------------------------------------- |
| —  | HV | Tây Ban Nha | Ian Forns (tại Burgos đến 30/6/2025)      |
| —  | HV | Tây Ban Nha | Rubén Sánchez (tại Granada đến 30/6/2025) |
| —  | TV | Tây Ban Nha | Javi Hernández (tại Huesca đến 30/6/2025) |

| Số | VT | Quốc gia    | Cầu thủ                                     |
| -- | -- | ----------- | ------------------------------------------- |
| —  | TV | Tây Ban Nha | Roger Martínez (tại Lugo đến 30/6/2025)     |
| —  | TĐ | Uruguay     | Gastón Valles (tại Cartagena đến 30/6/2025) |
| —  | TĐ | Tây Ban Nha | Kenneth Soler (tại Murcia đến 30/6/2025)    |

### Retired numbers
21  Daniel Jarque (posthumous honour) (2002–09)
- Starting from 2018–19, Marc Roca would wear the number of 21.[2]

### Players with most appearances
Competitive, professional matches only.
As of ngày 14 tháng 4 năm 2018
|    | Name                | Years     | League | Second Division | League Cup | Other | Total |
| -- | ------------------- | --------- | ------ | --------------- | ---------- | ----- | ----- |
| 1  | Raúl Tamudo         | 1996–2010 | 340    | –               | –          | 49    | 389   |
| 2  | Antonio Argilés     | 1950–1964 | 301    | 14              | –          | 42    | 357   |
| 3  | José María          | 1965–1976 | 269    | 31              | –          | 43    | 343   |
| 4  | Mauricio Pochettino | 1994–2006 | 275    | –               | –          | 45    | 320   |
| 5  | Arteaga             | 1993–2003 | 238    | 28              | –          | 44    | 310   |
| 6  | Thomas N'Kono       | 1982–1990 | 241    | 33              | 19         | 10    | 303   |
| 7  | Manuel Zúñiga       | 1979–1988 | 259    | –               | 18         | 9     | 286   |
| 8  | Fernando Molinos    | 1974–1984 | 264    | –               | 6          | 15    | 285   |
| 9  | Marañón             | 1974–1983 | 261    | –               | 4          | 14    | 279   |
| 10 | Diego Orejuela      | 1982–1991 | 216    | 33              | 15         | 12    | 276   |

1Includes Copa del Rey data only from 1943-1944 to 1975-1976, and since 1992-1993.